# Gran Premio di superbike di Mosca 2013
Il Gran Premio di Superbike di Mosca 2013 è stata l'ottava prova su quattordici del campionato mondiale Superbike 2013, è stato disputato il 21 luglio sul Moscow Raceway e in gara 1 ha visto la vittoria di Marco Melandri davanti a Chaz Davies e Ayrton Badovini.
Durante la gara valevole per il campionato mondiale Supersport 2013, partita in condizioni di asfalto bagnato, si è avuto un grave incidente che ha causato la morte del pilota italiano Andrea Antonelli, in conseguenza a ciò la gara è stata interrotta e annullata, così come non è stata disputata la seconda gara della Superbike.
La gara negli anni successivi non verrà più disputata.

## Risultati

### Gara 1

#### Arrivati al traguardo[3]
| Pos. | Nº | Pilota           | Squadra              | Motocicletta           | Giri | Tempo     | Griglia | Punti |
| ---- | -- | ---------------- | -------------------- | ---------------------- | ---- | --------- | ------- | ----- |
| 1º   | 33 | Marco Melandri   | BMW Motorrad GoldBet | BMW S1000 RR           | 25   | 46:03.043 | 5º      | 25    |
| 2º   | 19 | Chaz Davies      | BMW Motorrad GoldBet | BMW S1000 RR           | 25   | +0:07.441 | 2º      | 20    |
| 3º   | 86 | Ayrton Badovini  | Ducati Alstare       | Ducati 1199 Panigale R | 25   | +0:12.754 | 14º     | 16    |
| 4º   | 65 | Jonathan Rea     | Pata Honda           | Honda CBR1000RR        | 25   | +0:21.317 | 4º      | 13    |
| 5º   | 84 | Michel Fabrizio  | Red Devils Roma      | Aprilia RSV4 Factory   | 25   | +0:47.456 | 15º     | 11    |
| 6º   | 50 | Sylvain Guintoli | Aprilia Racing       | Aprilia RSV4 Factory   | 25   | +1:00.999 | 8º      | 10    |
| 7º   | 27 | Max Neukirchner  | MR-Racing            | Ducati 1199 Panigale R | 25   | +1:04.762 | 11º     | 9     |
| 8º   | 76 | Loris Baz        | Kawasaki Racing      | Kawasaki ZX-10R        | 25   | +1:04.947 | 12º     | 8     |
| 9º   | 2  | Leon Camier      | Fixi Crescent Suzuki | Suzuki GSX-R1000       | 25   | +1:09.140 | 10º     | 7     |
| 10º  | 16 | Jules Cluzel     | Fixi Crescent Suzuki | Suzuki GSX-R1000       | 24   | +1 giro   | 7º      | 6     |
| 11º  | 23 | Federico Sandi   | Team Pedercini       | Kawasaki ZX-10R        | 24   | +1 giro   | 16º     | 5     |

#### Ritirati
| Nº | Pilota            | Squadra              | Motocicletta           | Giri | Griglia |
| -- | ----------------- | -------------------- | ---------------------- | ---- | ------- |
| 58 | Eugene Laverty    | Aprilia Racing       | Aprilia RSV4 Factory   | 15   | 3º      |
| 91 | Leon Haslam       | Pata Honda           | Honda CBR1000RR        | 15   | 13º     |
| 66 | Tom Sykes         | Kawasaki Racing      | Kawasaki ZX-10R        | 3    | 9º      |
| 34 | Davide Giugliano  | Althea Racing        | Aprilia RSV4 Factory   | 1    | 1º      |
| 25 | Lorenzo Savadori  | Team Pedercini       | Kawasaki ZX-10R        | 0    | 18º     |
| 31 | Vittorio Iannuzzo | Grillini Dentalmatic | BMW S1000 RR           | 0    | 17º     |
| 7  | Carlos Checa      | Ducati Alstare       | Ducati 1199 Panigale R | 0    | 6º      |